# Þrívörðuháls (kulle i Island, lat 65,30, long -15,46)
Þrívörðuháls är en kulle i republiken Island. Den ligger i regionen Austurland, 300 km öster om huvudstaden Reykjavík. Toppen på Þrívörðuháls är 660 meter över havet, eller 109 meter över den omgivande terrängen. Bredden vid basen är 8,1 km.
Trakten runt Þrívörðuháls är nära nog obefolkad, med mindre än två invånare per kvadratkilometer. Det finns inga samhällen i närheten. Trakten runt Þrívörðuháls består i huvudsak av gräsmarker.